# روبرت بي. فيسك
روبرت بي. فيسك (بالإنجليزية: Robert B. Fiske)‏ هو محامي أمريكي، ولد في 28 ديسمبر 1930 في نيويورك في الولايات المتحدة.